# クリーン開発メカニズム
クリーン開発メカニズム（クリーンかいはつメカニズム、英：Clean Development Mechanism、略称：CDM）とは、先進国が開発途上国において技術・資金等の支援を行い、温室効果ガス排出量の削減または吸収量を増加する事業を実施した結果、削減できた排出量の一定量を支援元の国の温室効果ガス排出量の削減分の一部に充当することができる制度である。京都議定書の第12条に規定されており、温室効果ガスの削減を補完する京都メカニズム（柔軟性措置）の1つ。

## 目的と効果
京都議定書第12条やマラケシュ合意では、附属書I締約国（京都議定書#署名・締約国数の署名及び締結を行なった国のうち、*が付いている国）が、非附属書I締約国で指定国家機関(Designated National Authority, DNA)を有する国において、排出量削減や吸収量増加に関する事業を行い、その事業によって生じた排出量の削減分の一部を認証排出削減量(Certified Emission Reductions, CER)とし、付属書I締約国の温室効果ガス排出量の削減分に加えることができるとしている。
先進国が持つ温室効果ガスの削減技術や豊富な資金が、途上国に導入されるのを促すことによって、途上国の持続可能な開発を促進すること、世界全体での温室効果ガスの削減量を増やすこと、先進国の温室効果ガス削減をより容易にすることなどが主な目的である。
技術的に温室効果ガスの削減がすでに進んでいる先進国では、更なる技術革新による温室効果ガス削減は多くの労力と費用がかかり、思うように進まないことが考えられていた。京都メカニズムが「柔軟性措置」と呼ばれるように、この問題を柔軟な措置によって解決するため、途上国での削減を認め、国内で行うよりも少ない労力や費用で排出量の削減をできるようにするものである。
途上国への削減技術の普及、途上国への投資の増加、先進国と途上国との格差（南北問題）の軽減といった副次的な効果もある。
一方で、このメカニズムによって、先進国の温室効果ガス削減技術の向上が停滞したりといった影響を懸念する声もあり、一部の環境保護団体やEUは、クリーン開発メカニズムの濫用を避けるよう求めている。

## クリーン開発メカニズム事業の流れ
京都議定書の規定では、クリーン開発メカニズムの運用に関する詳細な規定や、削減量の認定などについては定められていなかったため、議定書が採択された後の気候変動枠組条約締約国会議(COP)によってその協議が行われた。2001年11月、COP7で承認されたマラケシュ合意によってこれが正式に決定された。ただ、ルールの追加や修正などはこのあとも続けられている。
まず、投資国（付属書I締約国）の事業主体と受入国の事業主体を中心として、関係組織が協議を行い、事業主体は実施計画とプロジェクト設計書(PDD)を作成する。この後、投資国と受入国の指定国家機関(DNA)にPDDをそれぞれ提出して承認を受ける。次に、指定運営組織(DOE)という第三者機関がPDDの有効化審査を行ったあと、気候変動枠組条約(UNFCCC)事務局に送付、事務局はこれを国際連合のクリーン開発メカニズム(CDM)理事会に送付する。有効化審査を通過すると、CDM理事会にはプロジェクトの登録を行う。登録の際、最大で35万ドルの登録料を支払い、これで事前の承認は完了する。ただし、発電量が少ない再生可能エネルギー事業など、規定されている小規模CDM事業については、手続きが簡略化される。
この後、事業主体は実際に事業を進める。事業主体はPDDに規定された方法で温室効果ガスの排出量をモニタリングする。DOEは定期的にこのモニタリング結果を審査し、削減量を決定する。この削減量に応じてCDM理事会は認証排出削減量(CER)を発行し、事業主体はそれぞれ協議の上でこれを配分する。投資国の事業主体に配分されたCERが、投資国の排出枠に加えられることになる。

### プロジェクト設計書
プロジェクト設計書(PDD)には、プロジェクトの概要（名称、参加者、場所、適用する記述など）、方法論について、プロジェクト期間とクレジット期間、環境評価、利害関係者の見解の5つの節に、4つの別紙を加えた、規定の必要事項を記入しなければならない。
方法論とは、CDM事業による温室効果ガス削減の理論的な根拠となるものである。PDDでは方法論を決めておき、これに従って、事業を行わなかった場合（削減されなかった場合）の排出量であるベースライン排出量を算出する。このベースライン排出量が、削減量を決める基準となる。いくつかの方法論がすでに承認されており、これを適用する場合はその旨を記入するだけで済むが、あたらな方法論を適用する場合は、PDDとは別に定められた書式にしたがって文書を作成し、別途で承認を受けなければならない。
クレジット期間とは、削減量を配分する期間、つまりCERを発行する期間のことである。はじめは7年間で7年ごとに7年間、最大2回延長可能（最長21年間）なものと、10年間のものとの2通りがある。

## クリーン開発メカニズムの動向
2010年4月30日現在で、気候変動枠組条約(UNFCCC)公認のCDM事業は2,170件である。認証排出削減量(CER)で見ると、京都議定書第1約束期間が終わる2012年までに13億単位のCERが認められることが目標とされている。2010年4月30日現在では約4億700万単位が認められている。